# Cantón de Marchiennes
El cantón de Marchiennes era una división administrativa francesa, que estaba situada en el departamento de Norte y la región de Norte-Paso de Calais.

## Composición
El cantón estaba formado por trece comunas:
- Bouvignies
- Bruille-lez-Marchiennes
- Erre
- Fenain
- Hornaing
- Marchiennes
- Pecquencourt
- Rieulay
- Somain
- Tilloy-lez-Marchiennes
- Vred
- Wandignies-Hamage
- Warlaing

## Supresión del cantón de Marchiennes
En aplicación del Decreto nº 2014-167 de 17 de febrero de 2014, el cantón de Marchiennes fue suprimido el 22 de marzo de 2015 y sus 13 comunas pasaron a formar parte doce del nuevo cantón de Sin-le-Noble y una del nuevo cantón de Orchies.